# Liste der Landschaftsschutzgebiete in Niederbayern
Die Liste der Landschaftsschutzgebiete in Niederbayern bindet folgende Listen der Landschaftsschutzgebiete in niederbayerischen Landkreisen und Städten aus dem Artikelnamensraum ein:

## Landkreise und Gemeinden
- Liste der Landschaftsschutzgebiete im Landkreis Freyung-Grafenau
- Liste der Landschaftsschutzgebiete im Landkreis Deggendorf
- Liste der Landschaftsschutzgebiete im Landkreis Dingolfing-Landau
- Liste der Landschaftsschutzgebiete im Landkreis Kelheim
- Liste der Landschaftsschutzgebiete in Landshut
- Liste der Landschaftsschutzgebiete im Landkreis Landshut
- Liste der Landschaftsschutzgebiete in Passau
- Liste der Landschaftsschutzgebiete im Landkreis Passau
- Liste der Landschaftsschutzgebiete im Landkreis Regen
- Liste der Landschaftsschutzgebiete im Landkreis Rottal-Inn
- Liste der Landschaftsschutzgebiete in Straubing
- Liste der Landschaftsschutzgebiete im Landkreis Straubing-Bogen

Die Auswahl entspricht dem Regierungsbezirk Niederbayern. Im Regierungsbezirk gibt es 63 Landschaftsschutzgebiete (Stand November 2018).

## Hinweise zu den Angaben in der Tabelle
- Gebietsname: Amtliche Bezeichnung des Schutzgebietes
- Bild/Commons: Bild und Link zu weiteren Bildern aus dem Schutzgebiet
- LSG-ID: Amtliche Nummer des Schutzgebietes
- WDPA-ID: Link zum Eintrag des Schutzgebietes in der World Database on Protected Areas
- Wikidata: Link zum Wikidata-Eintrag des Schutzgebietes
- Ausweisung: Datum der Ausweisung als Schutzgebiet
- Gemeinde(n): Gemeinden, auf denen sich das Schutzgebiet befindet
- Lage: Geografischer Standort
- Fläche: Gesamtfläche des Schutzgebietes in Hektar
- Flächenanteil: Anteilige Flächen des Schutzgebietes in Landkreisen/Gemeinden, Angabe in % der Gesamtfläche
- Bemerkung: Besonderheiten und Anmerkungen

Bis auf die Spalte Lage sind alle Spalten sortierbar.
| Gebietsname | Bild/Commons   | LSG-ID       | WDPA-ID   | Wikidata  | Ausweisung | Gemeinde(n) | Lage     | Fläche ha | Flächenanteil | Bemerkung |
| --- | -------------- | ------------ | --------- | --------- | ---------- | ----------- | -------- | --------- | --- | --------- |
| Schutz des Landschaftsteils Buchberger- und Reschbachleite, im Bereich der Gemeinden Freyung, Hohenau, Kumreut und Wasching, Landkreis Wolfstein                                               | weitere Bilder | LSG-00096.01 | 395518    | Q59655713 | 1961       |             | Position | 181,59    | Landkreis Freyung-Grafenau (100 %) |           |
| Schutz von Landschaftsteilen im Bereich des Schartenkirchleins und des Schullandheims Solla |                | LSG-00091.01 | 395510    | Q59655705 | 1960       |             | Position | 64,01     | Landkreis Freyung-Grafenau (100 %) |           |
| Schutz von Landschaftsteilen im Gebiet der Mitternacher Ohe von Gmünd bis Eberhardsreuth, Landkreis Grafenau                                                                                   | weitere Bilder | LSG-00124.01 | 395586    | Q59655716 | 1965       |             | Position | 660,61    | Landkreis Freyung-Grafenau (99,9 %) |           |
| Schutz von Landschaftsteilen in den Gemeinden Oberkreuzberg, St. Oswald, Großarmschlag, Hartmannsreit und Schlag des Landkreises Grafenau (LSG Große Ohe von der Steinklamm bis zu Stadlmühle) | weitere Bilder | LSG-00178.01 | 395650    | Q59655732 | 1969       |             | Position | 546,74    | Landkreis Freyung-Grafenau (100 %) |           |
| Schutz von Landschaftsteilen in den Gemeinden Saldenburg und Thurmannsbang (LSG Lohberg) | weitere Bilder | LSG-00268.01 | 395746    | Q59655738 | 1974       |             | Position | 186,4     | Landkreis Freyung-Grafenau (100 %) |           |
| Schutz von Landschaftsteilen an der Isar und deren Mündungsgebiet im Landkreis Deggendorf (LSG Untere Isar)                                                                                    | weitere Bilder | LSG-00263.01 | 395741    | Q59656702 | 1973       |             | Position | 3282,64   | Landkreis Deggendorf (99,9 %) |           |
| Schutz von Landschaftsteilen in der Stadt Dingolfing, dem Markt Teisbach, sowie den Gemeinden Gottfrieding, Loiching, Mamming und Niederviehbach im Landkreis Dingolfing (LSG Isartal)         | weitere Bilder | LSG-00172.01 | 395640    | Q59655728 | 1969       |             | Position | 1762,37   | Landkreis Dingolfing-Landau (100 %) |           |
| Landschaftsschutzgebiet Bachmühlbachtal und Paintner Forst |                | LSG-00204.01 | 395684    | Q59655734 | 1971       |             | Position | 1958,08   | Landkreis Kelheim (99,9 %) |           |
| Landschaftsschutzgebiet Donautal | weitere Bilder | LSG-00141.01 | 395614    | Q59655719 | 1967       |             | Position | 508,95    | Landkreis Kelheim (100 %) |           |
| Landschaftsschutzgebiet Dürnbucher Forst im Altlandkreis Kelheim | weitere Bilder | LSG-00165.01 | 395635    | Q59655727 | 1969       |             | Position | 4766,14   | Landkreis Kelheim (99,8 %) |           |
| Landschaftsschutzgebiet Dürnbucher Forst, Riedmoos und Forstmoos im Altlandkreis Mainburg | weitere Bilder | LSG-00136.01 | 395610    | Q59655718 | 1967       |             | Position | 2023,45   | Landkreis Kelheim (99,9 %) |           |
| Landschaftsschutzgebiet Heiligenstädter Moos | weitere Bilder | LSG-00130.01 | 395604    | Q59655717 | 1966       |             | Position | 113,61    | Landkreis Kelheim (100 %) |           |
| Landschaftsschutzgebiet Maria Brünnl |                | LSG-00175.01 | 395647    | Q59655730 | 1969       |             | Position | 12,16     | Landkreis Kelheim (100 %) |           |
| Landschaftsschutzgebiet Ringberg |                | LSG-00205.01 | 395685    | Q59655735 | 1971       |             | Position | 66,74     | Landkreis Kelheim (100 %) |           |
| Landschaftsschutzgebiet St. Anton | weitere Bilder | LSG-00176.01 | 395648    | Q59655731 | 1969       |             | Position | 0,43      | Landkreis Kelheim (100 %) |           |
| Schutzzone im Naturpark Altmühltal | weitere Bilder | LSG-00565.01 | 396115    | Q23787649 | 1995       |             | Position | 163135,05 | Ingolstadt (0,1 %), Landkreis Eichstätt (36,3 %), Landkreis Neuburg-Schrobenhausen (4,0 %), Landkreis Kelheim (8,7 %), Landkreis Neumarkt in der Oberpfalz (8,2 %), Landkreis Regensburg (1,5 %), Landkreis Roth (6,4 %), Landkreis Weißenburg-Gunzenhausen (22,8 %), Landkreis Donau-Ries (11,8 %) |           |
| LSG Schutz von Landschaftsteilen im Hügelland östlich Schweinbach - Stadtgrenze - ST 2045 |                | LSG-00584.01 | 396134    | Q59655764 | 2006       |             | Position | 72,94     | Landshut (99,8 %) |           |
| Schutz eines Landschaftsteils in der Stadt Landshut (Gutenbergweg) | weitere Bilder | LSG-00093.01 | 395516    | Q59655711 | 1960       |             | Position | 3,38      | Landshut (100 %) |           |
| Schutz eines Landschaftsteils in der Stadt Landshut (Restpfettrach) | weitere Bilder | LSG-00097.01 | 395519    | Q59655714 | 1961       |             | Position | 0,5       | Landshut (100 %) |           |
| Schutz von Landschaftsteilen der Isar-Hangleiten am Annaberg | weitere Bilder | LSG-00333.01 | 395823    | Q59655749 | 1982       |             | Position | 4,66      | Landshut (100 %) |           |
| Schutz von Landschaftsteilen der Isar-Hangleiten im Bereich Klausenberg - Ochsenbuckel | weitere Bilder | LSG-00300.01 | 395779    | Q59655740 | 1979       |             | Position | 16,67     | Landshut (99,5 %) |           |
| Schutz von Landschaftsteilen der Isar-Hangleiten zwischen B 299 neu und Schweinbachtal | weitere Bilder | LSG-00301.01 | 395780    | Q59655741 | 1979       |             | Position | 108,6     | Landshut (100 %) |           |
| Schutz von Landschaftsteilen der Isar-Hangleiten zwischen Bernlochner Schluchtweg und Hagrainer Straße                                                                                         |                | LSG-00332.01 | 395822    | Q59655748 | 1982       |             | Position | 2,07      | Landshut (100 %) |           |
| Schutz von Landschaftsteilen der Isar-Hangleiten zwischen Carossahöhe und B 299 neu |                | LSG-00331.01 | 395821    | Q59655746 | 1982       |             | Position | 26,91     | Landshut (100 %) |           |
| Schutz von Landschaftsteilen der Isar-Hangleiten zwischen Schweinbachtal und der geplanten BAB A93                                                                                             |                | LSG-00302.01 | 395781    | Q59655742 | 1979       |             | Position | 174,28    | Landshut (100 %) |           |
| Schutz von Landschaftsteilen im Hügelland zwischen der Wilhelm-Hauff-Straße und Sallmannsberg (Tal Josaphat)                                                                                   |                | LSG-00601.01 | 555595857 | Q59655767 | 2015       |             | Position | 23,47     | Landshut (100 %) |           |
| Schutz von Landschaftsteilen in den Unteren Isarauen am Altheimer Stausee | weitere Bilder | LSG-00521.01 | 396042    | Q59655757 | 1998       |             | Position | 23,63     | Landshut (99,3 %) |           |
| Hügelland nördlich Lernpoint |                | LSG-00591.01 | 396140    | Q59655765 | 2007       |             | Position | 49,16     | Landkreis Landshut (99,4 %) |           |
| Kreisverordnung zum Schutze von Landschaftsteilen in der Gemeinde Altheim, Landkreis Landshut (St.-Andreas-Kirche)                                                                             | weitere Bilder | LSG-00094.01 | 395517    | Q59655712 | 1960       |             | Position | 0,71      | Landkreis Landshut (100 %) |           |
| LSG Altheimer Stausee | weitere Bilder | LSG-00524.01 | 396057    | Q59655759 | 1998       |             | Position | 219,78    | Landkreis Landshut (99,9 %) |           |
| Schutz von Landschaftsteilen in der Gemeinde Schalkham, Landkreis Landshut (LSG Ruttinger Vilswiesen)                                                                                          |                | LSG-00470.01 | 395978    | Q59655753 | 1992       |             | Position | 5,94      | Landkreis Landshut (100 %) |           |
| Schutz von Landschaftsteilen in der Marktgemeinde Ergoldsbach, Landkreis Mallersdorf (LSG Kapellenberg)                                                                                        | weitere Bilder | LSG-00151.01 | 395622    | Q59656640 | 1968       |             | Position | 4,71      | Landkreis Landshut (100 %) |           |
| Donauengtal Erlau-Jochenstein | weitere Bilder | LSG-00499.01 | 396007    | Q59655755 | 1996       |             | Position | 674,55    | Landkreis Passau (100 %) |           |
| Gaißatal | weitere Bilder | LSG-00593.01 | 396142    | Q59655766 | 1960       |             | Position | 272,06    | Passau (26,5 %), Landkreis Passau (73,4 %) |           |
| LSG Bad Füssing, Gemeinde Bad Füssing |                | LSG-00370.01 | 395879    | Q59655751 | 1985       |             | Position | 42,81     | Landkreis Passau (100 %) |           |
| LSG Bergholz, Gemeinde Büchlberg |                | LSG-00455.01 | 395963    | Q59655752 | 1991       |             | Position | 26,45     | Landkreis Passau (100 %) |           |
| LSG Donauengtal Gelbersdorf-Windorf-Otterskirchen mit Donauinseln | weitere Bilder | LSG-00522.01 | 396043    | Q59655758 | 1998       |             | Position | 698,71    | Landkreis Passau (100 %) |           |
| LSG Edelsbrunner Tal, Gemeinden Aldersbach, Markt Aidenbach, Stadt Vilshofen |                | LSG-00369.01 | 395878    | Q59655750 | 1985       |             | Position | 148,74    | Landkreis Passau (100 %) |           |
| Schutz des Freudensees und von Landschaftsteilen um den Freudensee (LSG Freudensee) | weitere Bilder | LSG-00158.01 | 395628    | Q59655725 | 1968       |             | Position | 12,82     | Landkreis Passau (100 %) |           |
| Schutz des Landschaftsteils Ilztal im Bereich des Stadt- und des Landkreises Passau | weitere Bilder | LSG-00089.01 | 395509    | Q59655703 | 1960       |             | Position | 1219,64   | Passau (19,2 %), Landkreis Passau (80,7 %) |           |
| Schutz des Thaler Waldes, Landkreis Griesbach im Rottal |                | LSG-00217.01 | 395695    | Q59655736 | 1971       |             | Position | 461,19    | Landkreis Passau (100 %) |           |
| Schutz von Landschaftsteilen in den Gemeinden Neuburg am Inn und Neuhaus am Inn als LSG Vornbacher Enge                                                                                        | weitere Bilder | LSG-00482.01 | 395990    | Q59655754 | 1972       |             | Position | 1382,53   | Landkreis Passau (100 %) |           |
| Schutz von Landschaftsteilen in der Gemeinde Eidenberg (LSG Bärnloch - Eidenberg Luessen) |                | LSG-00173.01 | 395641    | Q59655729 | 1969       |             | Position | 144,6     | Landkreis Passau (99,9 %) |           |
| Schutz von Landschaftsteilen um das Schloß Ortenburg (LSG Schloß Ortenburg) |                | LSG-00283.01 | 395761    | Q59655739 | 1976       |             | Position | 222,68    | Landkreis Passau (100 %) |           |
| Kohlbruck | weitere Bilder | LSG-00510.01 | 396021    | Q1392656  | 1997       |             | Position | 103,61    | Passau (100 %) |           |
| Kalvarienberg | weitere Bilder | LSG-00163.01 | 395633    | Q59655726 | 1969       |             | Position | 8,93      | Landkreis Regen (100 %) |           |
| LSG Bayerischer Wald | weitere Bilder | LSG-00547.01 | 396098    | Q59655763 | 1983       |             | Position | 230934,93 | Straubing (0,2 %), Landkreis Deggendorf (14,4 %), Landkreis Freyung-Grafenau (33,7 %), Landkreis Regen (34,2 %), Landkreis Straubing-Bogen (17,5 %) |           |
| Ruhmannsfeldener Leite | weitere Bilder | LSG-00156.01 | 395626    | Q59655724 | 1968       |             | Position | 13,08     | Landkreis Regen (100 %) |           |
| Enges Tal in der Gemeinde Ulbering |                | LSG-00092.05 | 395515    | Q59655710 | 1960       |             | Position | 4,02      | Landkreis Rottal-Inn (100 %) |           |
| Klamme mit Nagelfluhfelsen |                | LSG-00092.04 | 395514    | Q59655709 | 1960       |             | Position | 2,97      | Landkreis Rottal-Inn (100 %) |           |
| Klamme südlich von Ecking in der Gemeinde Wiesing |                | LSG-00092.03 | 395513    | Q59655708 | 1960       |             | Position | 7,68      | Landkreis Rottal-Inn (100 %) |           |
| Schellenberg in den Gemeinden Kirchberg-Simbach und Erlach |                | LSG-00092.02 | 395512    | Q59655707 | 1960       |             | Position | 304,58    | Landkreis Rottal-Inn (100 %) |           |
| Schutz von Landschaftsteilen im Landkreis Eggenfelden, LSG Park Schönau | weitere Bilder | LSG-00019.01 | 395462    | Q59655702 | 1952       |             | Position | 63,76     | Landkreis Rottal-Inn (100 %) |           |
| Schutz von Landschaftsteilen im Landkreis Pfarrkirchen, hier: Schloßpark in Thurnstein, Gemeinde Postmünster                                                                                   |                | LSG-00103.01 | 395524    | Q59655715 | 1962       |             | Position | 5,01      | Landkreis Rottal-Inn (100 %) |           |
| Thalhammer Schlucht in der Gemeinde Loderham |                | LSG-00092.01 | 395511    | Q59655706 | 1960       |             | Position | 14,86     | Landkreis Rottal-Inn (100 %) |           |
| Verordnung über das Landschaftsschutzgebiet Gartlberg |                | LSG-00541.01 | 396092    | Q59655762 | 2001       |             | Position | 2,66      | Landkreis Rottal-Inn (100 %) |           |
| Verordnung über das Landschaftsschutzgebiet Reichenberg | weitere Bilder | LSG-00540.01 | 396091    | Q59655761 | 2001       |             | Position | 2,84      | Landkreis Rottal-Inn (100 %) |           |
| Polder Straubing | weitere Bilder | LSG-00538.01 | 396089    | Q59655760 | 2000       |             | Position | 422,66    | Straubing (99,1 %) |           |
| Dickerlberg in der Gemeinde Leiblfing | weitere Bilder | LSG-00323.02 | 395811    | Q59656806 | 1981       |             | Position | 4,86      | Landkreis Straubing-Bogen (100 %) |           |
| Schloßberg in der Gemeinde Leiblfing | weitere Bilder | LSG-00323.01 | 395810    | Q59656789 | 1981       |             | Position | 8,03      | Landkreis Straubing-Bogen (100 %) |           |
| Schutz von Landschaftsteilen im Ortsteil Illbach, Gemeinde Wallkofen des Landkreises Mallersdorf (LSG Auwald südöstlich Illbach)                                                               | weitere Bilder | LSG-00150.01 | 395621    | Q59655721 | 1968       |             | Position | 7,05      | Landkreis Straubing-Bogen (100 %) |           |
| Schutz von Landschaftsteilen in der Gemeinde Hirschling, Landkreis Mallersdorf - LSG Hirschlinger Au                                                                                           | weitere Bilder | LSG-00194.01 | 395674    | Q59656651 | 1970       |             | Position | 68,66     | Landkreis Straubing-Bogen (100 %) |           |
| Schutz von Landschaftsteilen in der Marktgemeinde Pfaffenberg des Landkreises Mallersdorf - LSG Frauenbrunn                                                                                    | weitere Bilder | LSG-00149.01 | 395620    | Q59657022 | 1968       |             | Position | 0,8       | Landkreis Straubing-Bogen (100 %) |           |